# Musée pour l'histoire de l'université de Pavie
Le musée pour l'histoire de l'université de Pavie (en italien : Museo per la Storia dell'Università di Pavia) fondé en 1932, a été officiellement ouvert en 1936, mais ses prémices remontent à 1700, au siècle des Lumières. Il reflète l'histoire de l'université, où les médecins ont travaillé ainsi que des de grands savants comme Antonio Scarpa, Camillo Golgi ou encore le physicien Alessandro Volta.
Les deux sections les plus importantes du musée sont, en effet, celle de la médecine et la physique, mais y sont également conservés des manuscrits juridiques et littéraires.

## Historique
Le musée a été créé en 1932 pour accueillir le matériel qui avait été jusque-là gardé dans le Palazzo Botta, pour marquer le premier anniversaire de la mort d'Antonio Scarpa, fondateur de l'école anatomique de Pavie. L'exposition a été organisée par Antonio Pensa, président du quatrième Congrès national d'anatomie et professeur d'anatomie humaine à l'université de Pavie : des écrits autographes et des préparations anatomiques de Scarpa, Rezia et Panizza ont été exposés.
L'actuel musée a été inauguré en 1936 et progressivement élargi au fil des ans grâce aux collections provenant des musées préexistants et du don, fait par les héritiers de Golgi, d'objets qui lui avaient appartenu : des manuscrits, des notes pour des conférences et surtout, l'original du certificat du prix Nobel attribué en 1906.
Pendant la Seconde Guerre mondiale, le musée fut fermé, mais après guerre, grâce au recteur Fraccaro, il a élargi ses collections. En plus des collections exposées, le musée a beaucoup de matériel qui, par cause du manque d'espace, ne peut encore être exposé au public.

## Section de médecine
La section de médecine est divisée en trois salles, respectivement nommées d'après l'anatomiste Antonio Scarpa, le chirurgien pathologiste Luigi Porta et l'histologue et pathologiste Camillo Golgi.

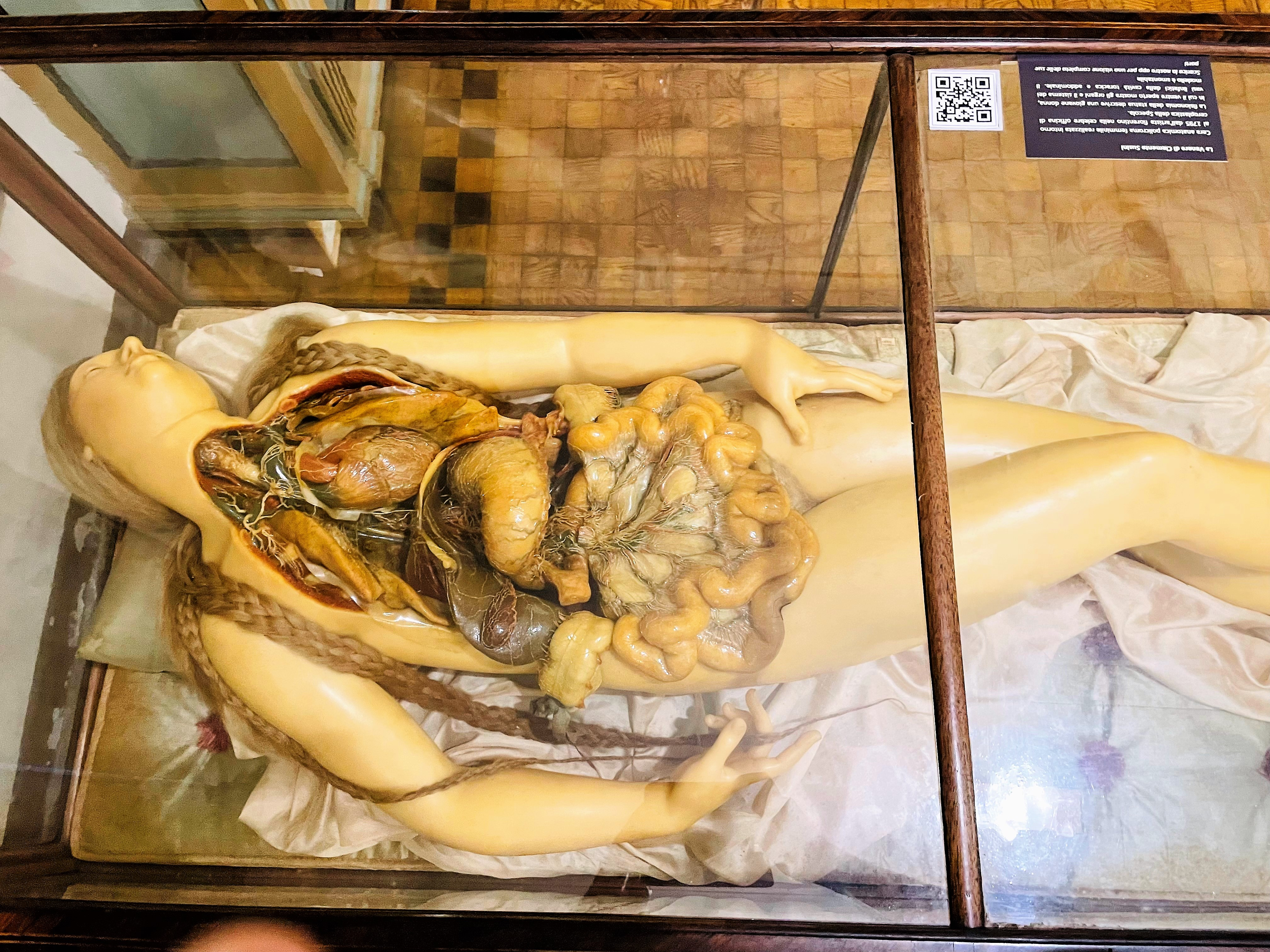
Clemente Susini, figure de cire anatomique, 1794.

Dans la Sala Scarpa, l'activité d'étude menée à Pavie dans le domaine des sciences mathématiques, naturelles et chimiques est attestée par des expositions relatives à des scientifiques tels que Vincenzo Brunacci, Lazzaro Spallanzani et Luigi Valentino Brugnatelli. Des pièces choisies des collections anatomiques et anatomo-pathologiques et quelques coffrets d'instruments chirurgicaux (l'attirail chirurgical de Giovanni Alessandro Brambilla) donnés à Scarpa par l'empereur Joseph II font référence à l'activité de Scarpa et de ses successeurs, en particulier Bartolomeo Panizza,. Deux splendides modèles anatomiques en cire grandeur nature, réalisés par le modeleur florentin en cire Clemente Susini, témoignent de l'important caractère didactique du musée. La pièce de la collection qui suscite le plus de curiosité est la tête de l'anatomiste Antonio Scarpa conservée à l'alcool dans une vitrine. Certains expliquent l'existence de cet objet en l'associant au véritable culte qui aurait surgi autour du professeur, alors que selon d'autres il était tellement détesté par ses collaborateurs qu'ils l'ont même mutilé après sa mort en 1832.

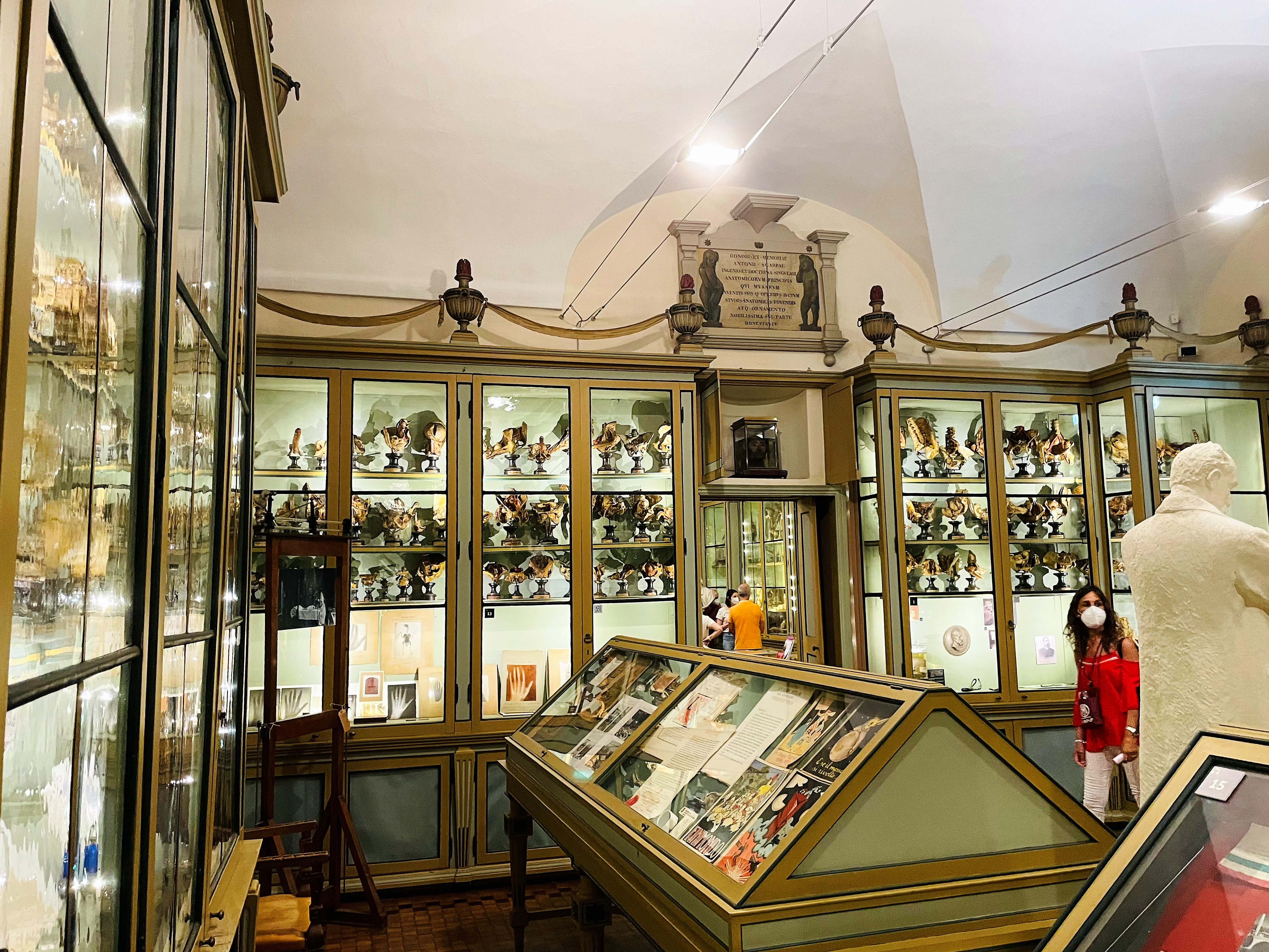
Une des salles du musée médical.

La Sala Porta abrite une grande collection de préparations anatomiques et pathologiques (faites avec diverses techniques de conservation anthropotomiques), d'instruments chirurgicaux, de protocoles d'expérience et de dossiers médicaux provenant principalement du musée que Luigi Porta avait installé dans la clinique chirurgicale de San Matteo. Les préparations exposées sont divisées en préparations expérimentales, telles que celles concernant le système circulatoire, didactiques, qui illustrent des types particuliers d'opérations (par exemple, les techniques de chirurgie plastique telles que la méthode indienne de rhinoplastie), et pathologiques, démontrant comment une pathologie d'un organe à des stades très avancés peut profondément modifier sa forme, sa structure et ses relations anatomiques.
Une petite vitrine est dédiée à Paolo Mantegazza, une figure influente de l'anthropologie et de l'histoire italiennes qui a fondé un petit cabinet de pathologie expérimentale à l'Université de Pavie dans lequel Camillo Golgi s'est formé.

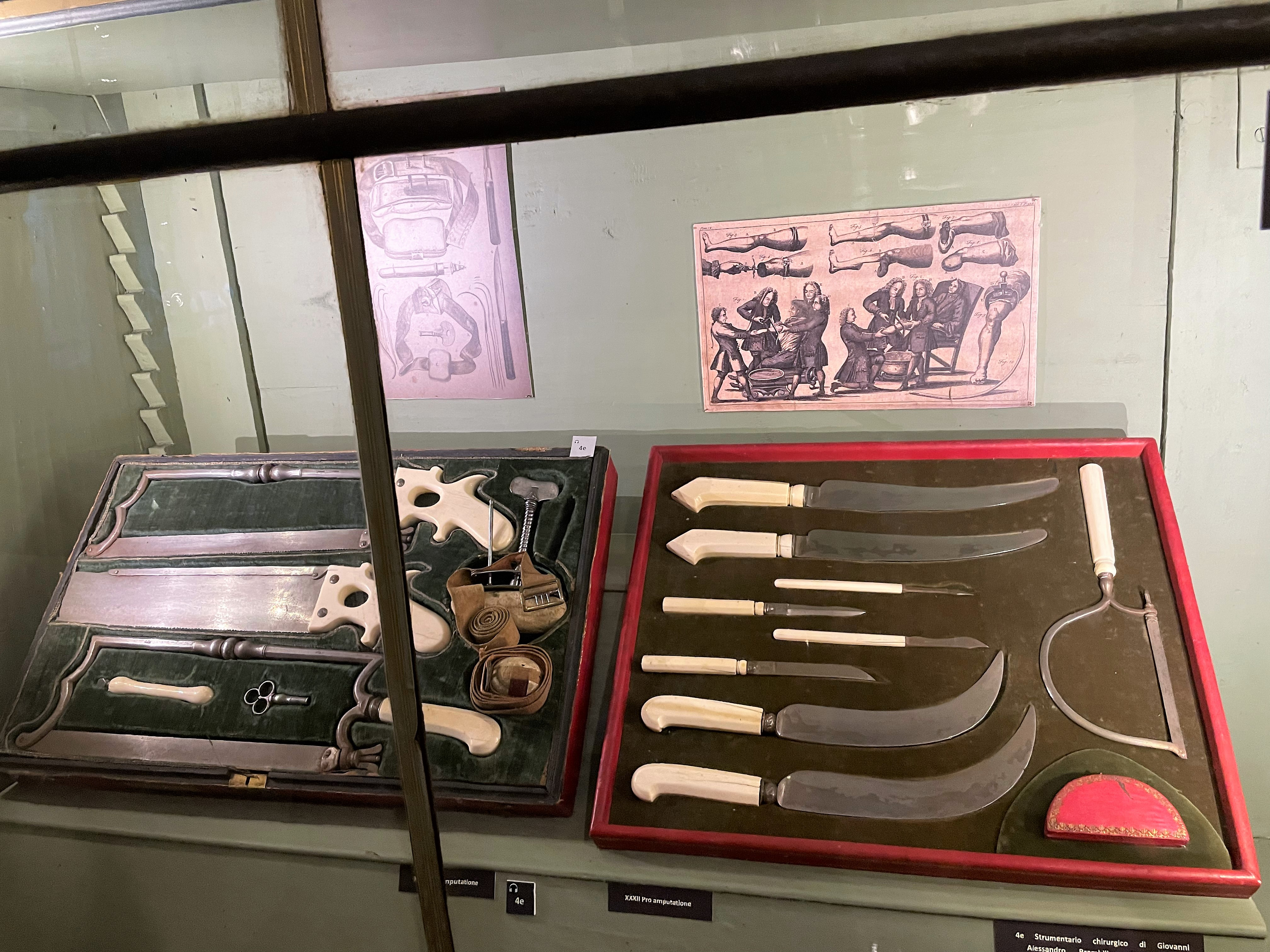
Certains des instruments chirurgicaux conçus par Giovanni Antonio Brambilla (seconde moitié du XVIIIe siècle).

La salle Golgi est dédiée à Camillo Golgi, prix Nobel de médecine en 1906, pour l'invention d'une méthode histologique, la réaction au chrome noir ou argent qui a jeté les bases des neurosciences modernes. La grande vitrine centrale est consacrée à la vie et aux découvertes de Golgi, également fondamentales dans le domaine de la cytologie, avec la découverte de l'appareil de Golgi, et des maladies infectieuses, avec les études sur le paludisme.

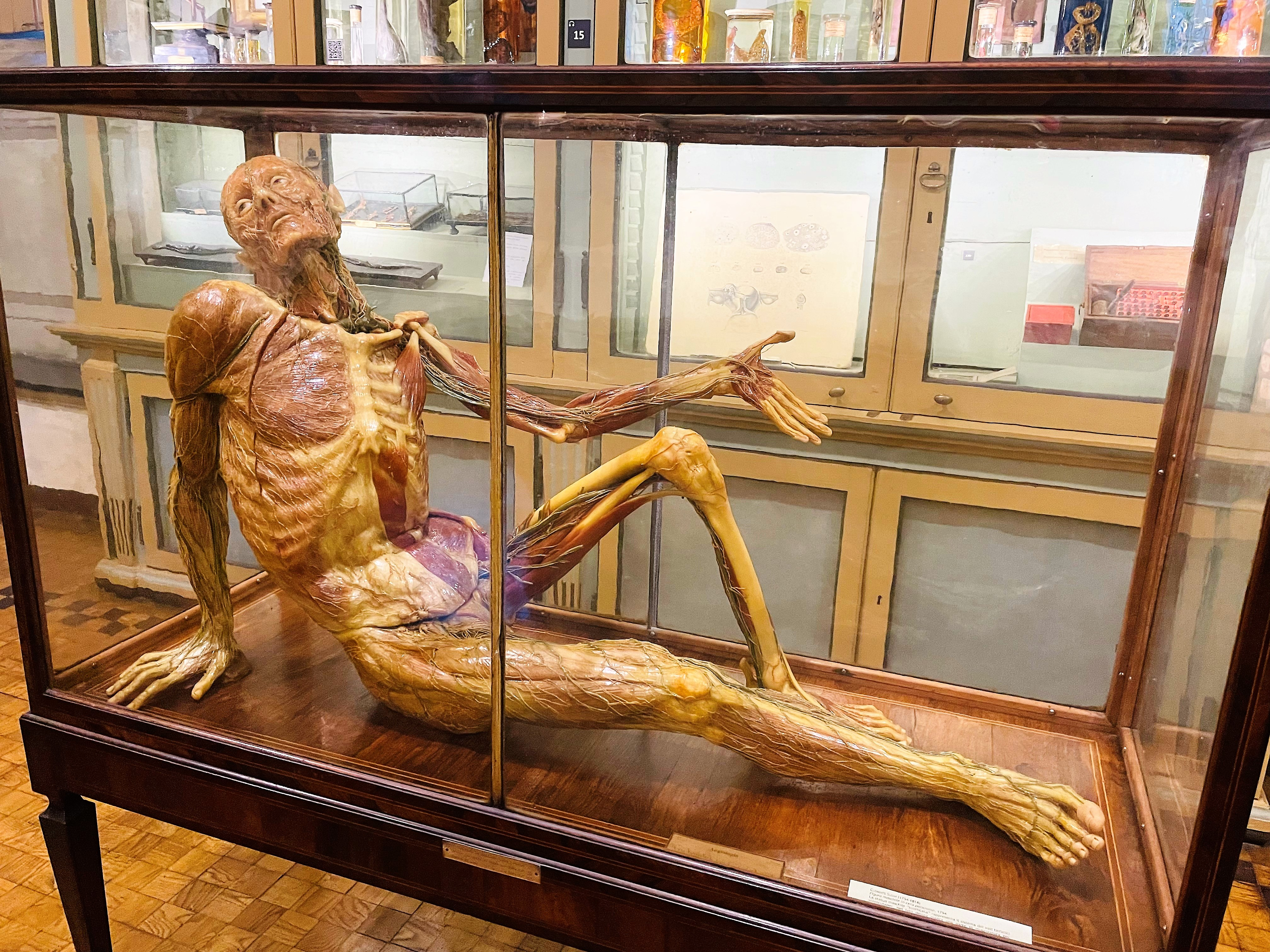
Clemente Susini, cire anatomique, 1794.

La partie supérieure des rayonnages le long des murs présente des spécimens du musée Porta, tandis que la partie inférieure des vitrines et les vitrines centrales se réfèrent, d'un point de vue chronologique, à une période qui va du dernier quart du XIXe siècle à la première moitié du XXe siècle. Des témoignages de scientifiques qui se sont formés et ont travaillé à l'Université de Pavie sont conservés, comme Eusebio Oehl, qui a développé l'histologie à Pavie et avait Golgi lui-même et Giulio Bizzozero comme étudiants ; Giacomo Sangalli, professeur d'anatomie pathologique ; Carlo Forlanini qui s'est consacré à l'étude des pathologies pulmonaires et en particulier de la tuberculose, Edoardo Porro qui a réalisé la première amputation par césarienne utéro-ovarienne.
Certains espaces sont dédiés à "l'école" de Golgi à l'Institut de pathologie générale et à certains de ses étudiants les plus brillants, comme Adelchi Negri dont le nom est lié à une importante découverte sur la rage, Emilio Veratti, Carlo Moreschi, Antonio Carini et Aldo Perroncito.

## Section physique

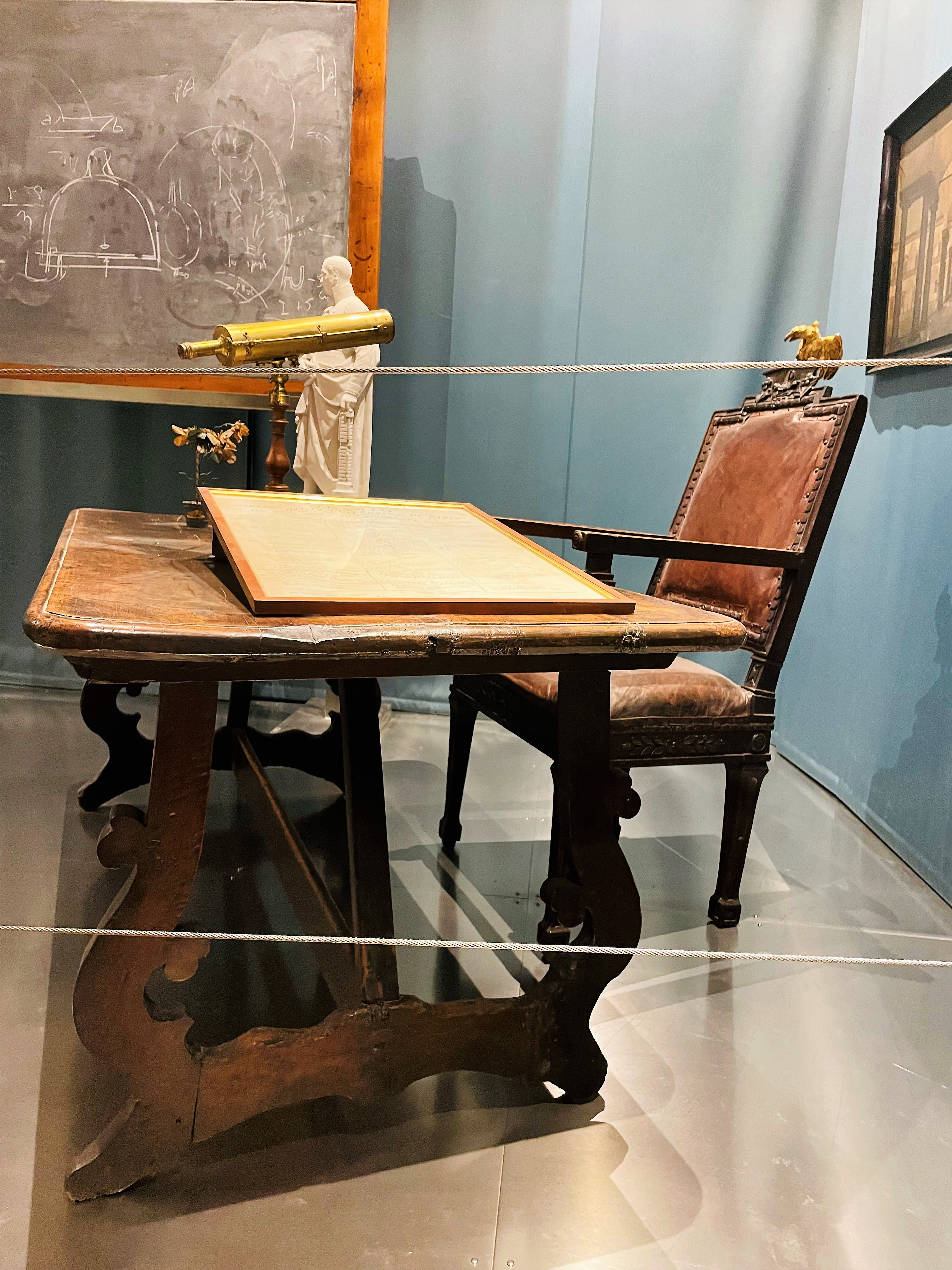
Chaise et tableau noir d'Alessandro Volta.

L'origine de la collection de physique remonte à l'ancien Laboratoire de physique, fondé en 1771 lors de la réforme par Marie-Thérèse. Le Théâtre de Physique (aujourd'hui Aula Volta) et une tour pour les observations météorologiques ont ensuite été annexés au musée. En 1778, Alessandro Volta a été nommé professeur de physique expérimentale et il avait lentement ajouté à la collection de nombreux instruments achetés lors de ses voyages en Europe. Il a également ajouté des instruments qu'il avait conçus et créés avec l'aide d'artisans qualifiés.

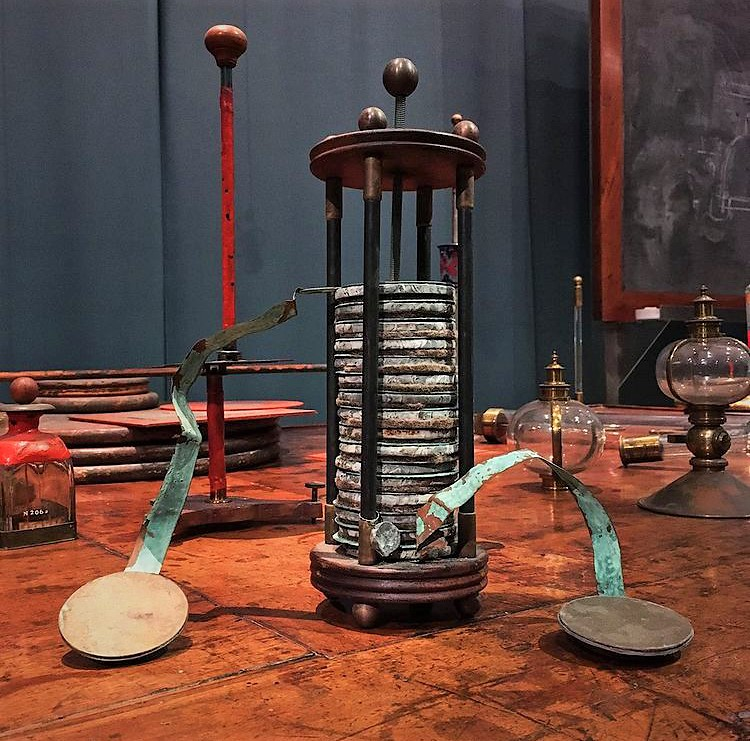
Pile voltaïque, Musée de Histoire de l'Université de Pavie.

De nombreux outils ont été utilisés par Volta lors d'expositions publiques, organisées deux fois par semaine de décembre à juin. Outre les élèves (auxquels il enseignait quotidiennement), de nombreux spectateurs (...généralement plus de 200, selon ses écrits, Opere, Annexe XXII). La collection a été enrichie par Giuseppe Belli (directeur du musée de 1842 à 1860) avec ses propres instruments, et par Giovanni Cantoni (musée de 1860 à 1893). Un inventaire dressé peu après sa mort décrit plus de 2 000 pièces d'instruments. Malheureusement, certains de ces instruments ont été soit détruits dans l'incendie du pavillon d'exposition en 1899 à Côme, lors de la célébration du centenaire de la collection, soit perdus lors de déménagements au fil des ans, dont le dernier était dû à la Seconde Guerre mondiale. Les 1 000 pièces restantes étaient désormais conservées dans cette section.
La section accueille un certain nombre de collections d'instruments utilisés par Alessandro Volta pendant son mandat à l'Université de Pavie. Deux tables de travail, qu'il a utilisées, hébergent de nombreux instruments qu'il a utilisés pour étudier les propriétés d'une charge électrique - électrophores, électroscope à feuille d'or, électroscope à condensation, électromètres, conducteurs et condensateurs de différentes tailles et formes. La collection comprend également plusieurs pots de Leyde, le générateur électrostatique de Nairne, des eudiomètres, le pistolet de Volta et un appareil pour étudier les dilatations de gaz.

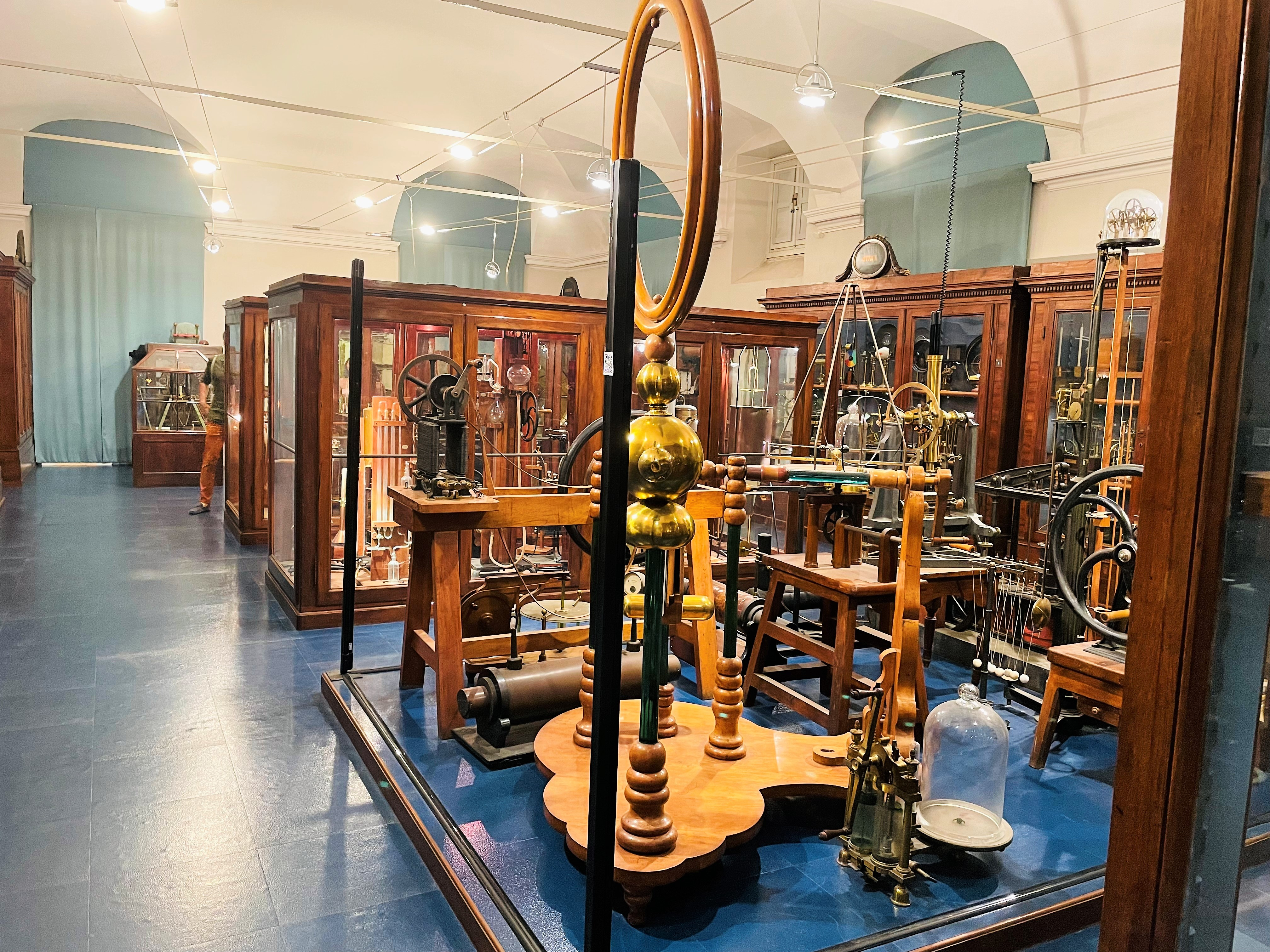
Instruments anciens pour l'étude de la Physique.

Au centre de la salle, il y a une exposition d'instruments mécaniques et pneumatiques ayant appartenu au lycée Ugo Foscolo de Pavie - des instruments pour étudier le mouvement sur un plan incliné et des amortisseurs élastiques, des poulies, des pompes, une fontaine et un appareil pour l'étude de l'air résistance. Ces instruments ont été achetés ou créés par Volta, qui ont été transférés au milieu du XIXe siècle au lycée lors de la réforme du système scolaire.
Cabinet de physique du XIXe siècle : Cette section accueille un certain nombre d'instruments utilisés par les successeurs de Volta tout en occupant la chaire de physique. Il y a plus de 600 instruments, certains d'entre eux sont uniques. Giuseppe Belli a ajouté de nombreux instruments à la collection, dont beaucoup étaient les siens, dont un générateur à induction électrostatique, un moteur magnéto-électrique, un électromètre Bohnenberger modifié et un générateur électrostatique. Cette collection massive a été encore élargie par ses successeurs, Giovanni Cantoni et d'autres qui ont suivi après lui.